# متیو باتلر
متیو باتلر (به انگلیسی: Matthew Calbraith Butler) سناتور سابق عضو حزب دموکرات ایالات متحده آمریکا بود. وی در سال ۱۸۷۷ تا ۱۸۹۵ میلادی سناتور ایالت کارولینای جنوبی در سنای ایالات متحده آمریکا بود.